# Aéroport de Tawau
L'aéroport de Tawau (code IATA : TWU • code OACI : WBKW) est un aéroport situé à 15 kilomètres au nord-est de la ville de Tawau, dans l'état de Sabah en Malaisie. C'est le second aéroport important de Sabah.
Comme les autres aéroports du pays, il est géré par la Malaysia Airports Holdings Berhad.
Il dessert les îles touristiques de Sipadan, Mabul et Kapalai.

## Histoire
L'ancien aéroport était située sur la Jalan Utara ("Route du Nord"), à 2 kilomètres de la ville. Il fut officiellement ouvert en 1968, et sa piste ne pouvait recevoir que des petits appareils tels que des Fokker 50.
Le 15 septembre 1995, un Fokker 50 (vol 2133 de la Malaysia Airlines), atterrit et finit sa course dans un village malais, Kampung Seri Menanti, causant 34 morts.
L'aéroport étant réputé pour avoir la piste la plus courte du pays, un nouvel aéroport est planifié par le gouvernement, se situant à 30 kilomètres de la ville, sur l'axe autoroutier Tawau - Semporna.
Le nouvel aéroport fut ouvert au public en décembre 2001, et inauguré officiellement en 2003.

## Situation
| Alor · Setar Ba'kelalan Bario Bintulu Ipoh Johor Bahru Kerteh Kota Bharu Kota · Kinabalu Kuala · Lumpur Kuala Terengganu Kuantan Kuching Kudat Labuan Lahad Datu Langkawi Lawas Limbang Long · Akah Long · Banga Long Lellang Long · Seridan Malacca Marudi Miri Mukah Mulu Pulau · Pangkor Penang Pulau Redang Sandakan Sibu Subang Tanjung · Manis Tawau |

## Compagnies aériennes et destinations
| Compagnies                                              | Destinations                                   |
| ------------------------------------------------------- | ---------------------------------------------- |
| AirAsia                                                 | Johor Bahru-Senai, Kota Kinabalu, Kuala Lumpur |
| Malaysia Airlines                                       | Kota Kinabalu, Kuala Lumpur                    |
| Malaysia Airlines opéré par MASwings                    | Sandakan, Tarakan                              |
| Malindo Air                                             | Kota Kinabalu, Kuala Lumpur                    |
| RB Link opéré par Malindo Air for Royal Brunei Airlines | Bandar Seri Begawan                            |

Édité le 19/06/2020

## Trafic et statistiques
Pour des raisons techniques, il est temporairement impossible d'afficher le graphique qui aurait dû être présenté ici.

Voir la requête brute et les sources sur Wikidata.